# Südasienspiele 2016/Badminton
Bei den Südasienspielen 2016 wurden vom 6. bis zum 10. Februar 2016 in Shillong sieben Badmintonwettbewerbe ausgetragen.

## Medaillengewinner
| Disziplin        | Gold | Silber | Bronze |
| ---------------- | --- | --- | --- |
| Herreneinzel     | Srikanth Kidambi                                                                                                | H. S. Prannoy | Muhammad Irfan Saeed Bhatti |
| Herreneinzel     | Srikanth Kidambi                                                                                                | H. S. Prannoy | Sachin Dias |
| Dameneinzel      | Ruthvika Shivani                                                                                                | P. V. Sindhu | Nangsal Tamang |
| Dameneinzel      | Ruthvika Shivani                                                                                                | P. V. Sindhu | Kavindi Ishandika Sirimannage |
| Herrendoppel     | Manu Attri B. Sumeeth Reddy                                                                                     | Akshay Dewalkar Pranav Chopra | Buwenaka Goonethileka Sachin Dias                                                                                                 |
| Herrendoppel     | Manu Attri B. Sumeeth Reddy                                                                                     | Akshay Dewalkar Pranav Chopra | Rizwan Azam Sulehri Kashif Ali |
| Damendoppel      | Jwala Gutta Ashwini Ponnappa                                                                                    | Siki Reddy Maneesha Kukkapalli | Sidra Hamad Khizra Rasheed |
| Damendoppel      | Jwala Gutta Ashwini Ponnappa                                                                                    | Siki Reddy Maneesha Kukkapalli | Achini Nimeshika Ratnasiri Upuli Samanthika Weerasinghe                                                                           |
| Mixed            | Pranav Chopra Siki Reddy                                                                                        | Manu Attri Ashwini Ponnappa | Imesh Hasaranga Achini Nimeshika Ratnasiri                                                                                        |
| Mixed            | Pranav Chopra Siki Reddy                                                                                        | Manu Attri Ashwini Ponnappa | Buwenaka Goonethileka Kavindi Ishandika Sirimannage                                                                               |
| Herrenmannschaft | Indien Manu Attri B. Sai Praneeth Pranav Chopra Akshay Dewalkar Srikanth Kidambi H. S. Prannoy B. Sumeeth Reddy | Sri Lanka Sachin Dias Madhuka Dulanjana Buwenaka Goonethileka Imesh Hasaranga Vibhavi Madusha Thisara Nimmika Pramoddya Ranaweera Thisal Yatawara                                   | Bangladesch Jamil Ahmed Dulal Mohammad Anamul Haque Ayman Jaman Md Rahad Kabir Khaled Ahsan Habib Parash Md Rais Uddin Saif Uddin |
| Herrenmannschaft | Indien Manu Attri B. Sai Praneeth Pranav Chopra Akshay Dewalkar Srikanth Kidambi H. S. Prannoy B. Sumeeth Reddy | Sri Lanka Sachin Dias Madhuka Dulanjana Buwenaka Goonethileka Imesh Hasaranga Vibhavi Madusha Thisara Nimmika Pramoddya Ranaweera Thisal Yatawara                                   | Pakistan Murad Ali Rizwan Azam Syed Shabbar Hussain Sulehri Kashif Ali Muhammad Irfan Saeed Bhatti                                |
| Damenmannschaft  | Indien Jwala Gutta Maneesha Kukkapalli Ashwini Ponnappa Ruthvika Shivani Siki Reddy P. V. Sindhu P. C. Thulasi  | Sri Lanka Nadeesha Gayanthi Thilini Pramodika Oshadi Kuruppu Achini Nimeshika Ratnasiri Lekha Shehani Chandrika de Silva Kavindi Ishandika Sirimannage Upuli Samanthika Weerasinghe | Bangladesch Shapla Akhter Dulali Haldar Bristy Khatun Rehana Parvin Alina Sultana                                                 |
| Damenmannschaft  | Indien Jwala Gutta Maneesha Kukkapalli Ashwini Ponnappa Ruthvika Shivani Siki Reddy P. V. Sindhu P. C. Thulasi  | Sri Lanka Nadeesha Gayanthi Thilini Pramodika Oshadi Kuruppu Achini Nimeshika Ratnasiri Lekha Shehani Chandrika de Silva Kavindi Ishandika Sirimannage Upuli Samanthika Weerasinghe | Nepal Megha Chand Amita Giri Jessica Gurung Anu Maya Rai Sichhya Shrestha Nangsal Tamang Sara Devi Tamang                         |

## Resultate

### Herreneinzel
|  | Halbfinale | Halbfinale                  | Halbfinale | Halbfinale | Halbfinale |  |  | Finale | Finale           | Finale | Finale | Finale |
|  |            |                             |            |            |            |  |  |        |                  |        |        |        |
|  |            |                             |            |            |            |  |  |        |                  |        |        |        |
|  |            | Srikanth Kidambi            | 21         | 21         |            |  |  |        |                  |        |        |        |
|  |            | Muhammad Irfan Saeed Bhatti | 12         | 12         |            |  |  |        |                  |        |        |        |
|  |            |                             |            |            |            |  |  |        | Srikanth Kidambi | 11     | 21     | 21     |
|  |            |                             |            |            |            |  |  |        | H. S. Prannoy    | 21     | 14     | 6      |
|  |            | Sachin Dias                 | 21         | 13         | 16         |  |  |        |                  |        |        |        |
|  |            | H. S. Prannoy               | 14         | 21         | 21         |  |  |        |                  |        |        |        |
|  |            |                             |            |            |            |  |  |        |                  |        |        |        |

### Dameneinzel
|  | Halbfinale | Halbfinale                    | Halbfinale | Halbfinale | Halbfinale |  |  | Finale | Finale           | Finale | Finale | Finale |
|  |            |                               |            |            |            |  |  |        |                  |        |        |        |
|  |            |                               |            |            |            |  |  |        |                  |        |        |        |
|  |            | P. V. Sindhu                  | 21         | 21         |            |  |  |        |                  |        |        |        |
|  |            | Kavindi Ishandika Sirimannage | 5          | 16         |            |  |  |        |                  |        |        |        |
|  |            |                               |            |            |            |  |  |        | P. V. Sindhu     | 11     | 20     |        |
|  |            |                               |            |            |            |  |  |        | Ruthvika Shivani | 21     | 22     |        |
|  |            | Nangsal Tamang                | 5          | 5          |            |  |  |        |                  |        |        |        |
|  |            | Ruthvika Shivani              | 21         | 21         |            |  |  |        |                  |        |        |        |
|  |            |                               |            |            |            |  |  |        |                  |        |        |        |

### Herrendoppel
|  | Halbfinale | Halbfinale                        | Halbfinale | Halbfinale | Halbfinale |  |  | Finale | Finale                        | Finale | Finale | Finale |
|  |            |                                   |            |            |            |  |  |        |                               |        |        |        |
|  |            |                                   |            |            |            |  |  |        |                               |        |        |        |
|  |            | Manu Attri B. Sumeeth Reddy       | 21         | 21         |            |  |  |        |                               |        |        |        |
|  |            | Sachin Dias Buwenaka Goonethileka | 17         | 13         |            |  |  |        |                               |        |        |        |
|  |            |                                   |            |            |            |  |  |        | Manu Attri B. Sumeeth Reddy   | 21     | 21     |        |
|  |            |                                   |            |            |            |  |  |        | Pranav Chopra Akshay Dewalkar | 18     | 17     |        |
|  |            | Rizwan Azam Sulehri Kashif Ali    | 22         | 16         |            |  |  |        |                               |        |        |        |
|  |            | Pranav Chopra Akshay Dewalkar     | 24         | 21         |            |  |  |        |                               |        |        |        |
|  |            |                                   |            |            |            |  |  |        |                               |        |        |        |

### Damendoppel
|  | Halbfinale | Halbfinale                                              | Halbfinale | Halbfinale | Halbfinale |  |  | Finale | Finale                         | Finale | Finale | Finale |
|  |            |                                                         |            |            |            |  |  |        |                                |        |        |        |
|  |            |                                                         |            |            |            |  |  |        |                                |        |        |        |
|  |            | Jwala Gutta Ashwini Ponnappa                            | 21         | 21         |            |  |  |        |                                |        |        |        |
|  |            | Sidra Hamad Khizra Rasheed                              | 9          | 3          |            |  |  |        |                                |        |        |        |
|  |            |                                                         |            |            |            |  |  |        | Jwala Gutta Ashwini Ponnappa   | 21     | 21     |        |
|  |            |                                                         |            |            |            |  |  |        | Maneesha Kukkapalli Siki Reddy | 9      | 17     |        |
|  |            | Achini Nimeshika Ratnasiri Upuli Samanthika Weerasinghe |            |            |            |  |  |        |                                |        |        |        |
|  |            | Maneesha Kukkapalli Siki Reddy                          |            |            |            |  |  |        |                                |        |        |        |
|  |            |                                                         |            |            |            |  |  |        |                                |        |        |        |

### Mixed
|  | Halbfinale | Halbfinale                                          | Halbfinale | Halbfinale | Halbfinale |  |  | Finale | Finale                      | Finale | Finale | Finale |
|  |            |                                                     |            |            |            |  |  |        |                             |        |        |        |
|  |            |                                                     |            |            |            |  |  |        |                             |        |        |        |
|  |            | Manu Attri Ashwini Ponnappa                         | 21         | 21         |            |  |  |        |                             |        |        |        |
|  |            | Buwenaka Goonethileka Kavindi Ishandika Sirimannage | 17         | 14         |            |  |  |        |                             |        |        |        |
|  |            |                                                     |            |            |            |  |  |        | Manu Attri Ashwini Ponnappa | 29     | 17     |        |
|  |            |                                                     |            |            |            |  |  |        | Pranav Chopra Siki Reddy    | 30     | 21     |        |
|  |            | Imesh Hasaranga Achini Ratnasari                    | 16         | 10         |            |  |  |        |                             |        |        |        |
|  |            | Pranav Chopra Siki Reddy                            | 21         | 21         |            |  |  |        |                             |        |        |        |
|  |            |                                                     |            |            |            |  |  |        |                             |        |        |        |

## Medaillenspiegel
| Rang   | Land        | Gold | Silber | Bronze | Gesamt |
| ------ | ----------- | ---- | ------ | ------ | ------ |
| 1      | Indien      | 7    | 5      | 0      | 12     |
| 2      | Sri Lanka   | 0    | 2      | 6      | 8      |
| 3      | Pakistan    | 0    | 0      | 4      | 4      |
| 4      | Bangladesch | 0    | 0      | 2      | 2      |
| 5      | Nepal       | 0    | 0      | 2      | 2      |
| Gesamt | Gesamt      | 7    | 7      | 14     | 28     |